# 梅宮大社

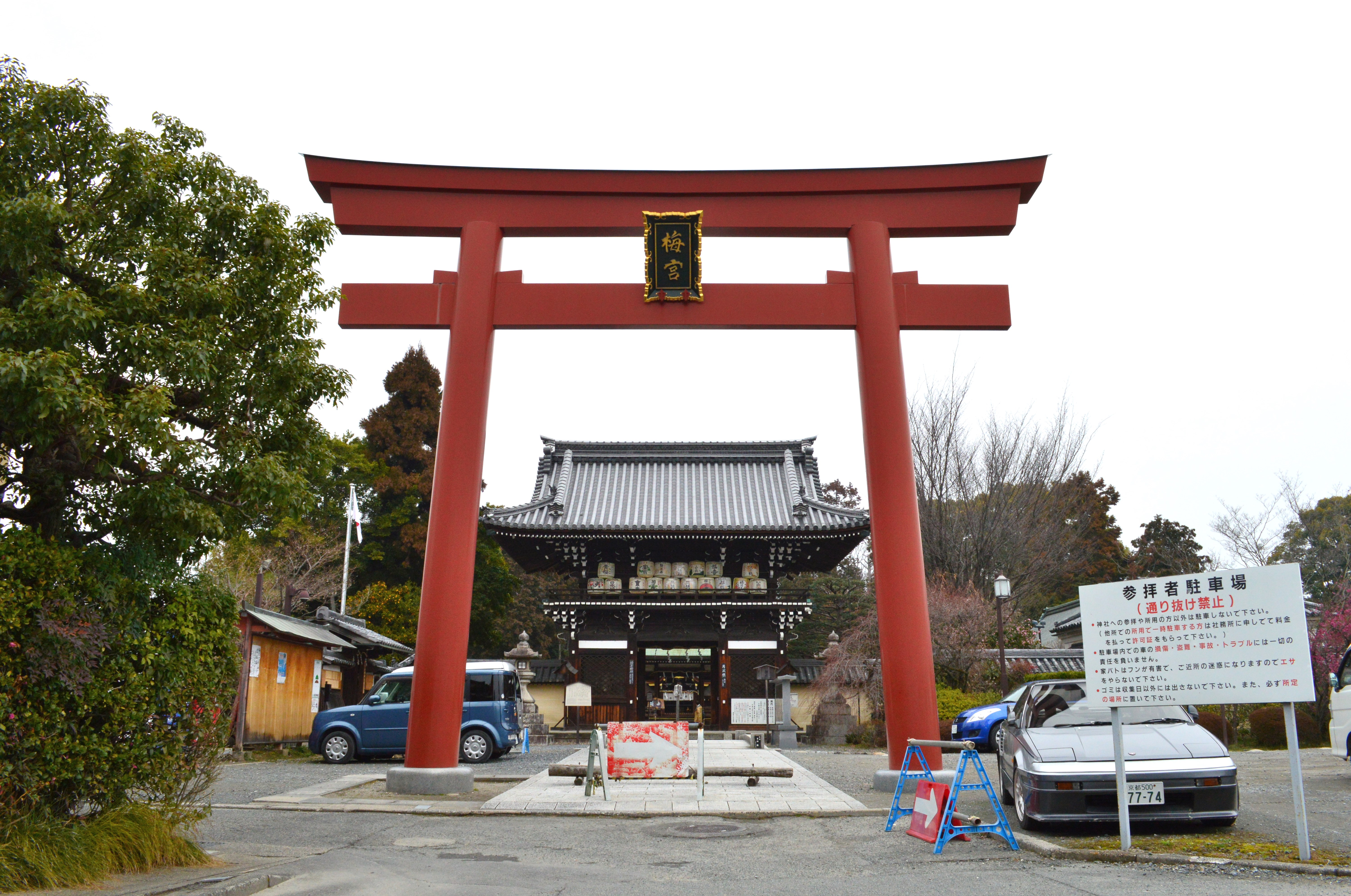
大鳥居

神紋「橘」

梅宮大社（うめのみやたいしゃ）は、京都市右京区梅津フケノ川町にある神社。式内社（名神大社）、二十二社（下八社）の一社で、旧社格は官幣中社。現在は神社本庁に属さない単立神社。旧称は「梅宮神社」。神紋は「橘」。

## 概要
京都市西部の梅津の地に鎮座する、四姓（源平藤橘）の1つの橘氏の氏神として知られる神社。元々は奈良時代に南方の綴喜郡井手町付近に創祀されたといわれ、のち平安時代前期に橘嘉智子（檀林皇后）によって現在地に遷座したとされる。
現在地への遷座に関わった橘嘉智子は、嵯峨天皇（第52代）の皇后として仁明天皇（第54代）を出産し、外戚としての橘氏の中興に貢献した人物である。社伝では、橘嘉智子には子がなかったが梅宮神に祈願したことで皇子を授かったといい、その伝承に因んで現在も子授け・安産の神として信仰される。また祭神の名から酒造の神としても信仰されており、酒にまつわる多くの神事が現在も行われている。そのほか、梅宮大社の例祭は「梅宮祭」として古くから知られ、特に平安時代当時には古雅な祭として有名であった。
現在の社殿のうち、本殿・拝殿・楼門・境内社若宮社・境内社護王社の5棟は江戸時代の造営であり、京都府登録有形文化財に登録されている。

## 祭神
現在の祭神は、次の本殿4柱・相殿4柱の計8柱。相殿4柱は仁寿年間（851年-854年）の合祀という。
本殿
- 酒解神（さかとけのかみ） - 大山祇神（おおやまづみのかみ）にあてられ、酒造の守護神とされる。
- 大若子神（おおわくこのかみ/おおわくごのかみ） - 瓊々杵尊（ににぎのみこと）にあてられる。
- 小若子神（こわくこのかみ/こわくごのかみ） - 彦火火出見尊（ひこほほでみのみこと）にあてられる。
- 酒解子神（さかとけこのかみ） - 木花咲耶姫命（このはなのさくやひめのみこと）にあてられる。

相殿
- 嵯峨天皇 - 第52代天皇。
- 橘嘉智子（檀林皇后） - 嵯峨天皇皇后。社伝では、梅宮大社に祈願して仁明天皇を授かったという。
- 仁明天皇 - 第54代天皇で、嵯峨天皇皇子。
- 橘清友公 - 橘嘉智子の父。

|                       |                       |                       |                       |                       |                       |                           |  |  |  |  |  | 酒解神 （大山祇神）     |                         |                         |                         |                         |                         |
|                       |                       |                       |                       |                       |                       |                           |  |  |  |  |  |                         |                         |                         |                         |                         |                         |
| 大若子神 （瓊々杵尊） | 大若子神 （瓊々杵尊） | 大若子神 （瓊々杵尊） | 大若子神 （瓊々杵尊） | 大若子神 （瓊々杵尊） | 大若子神 （瓊々杵尊） |                           |  |  |  |  |  | 酒解子神 （木花咲耶姫） | 酒解子神 （木花咲耶姫） | 酒解子神 （木花咲耶姫） | 酒解子神 （木花咲耶姫） | 酒解子神 （木花咲耶姫） | 酒解子神 （木花咲耶姫） |
| 大若子神 （瓊々杵尊） | 大若子神 （瓊々杵尊） | 大若子神 （瓊々杵尊） | 大若子神 （瓊々杵尊） | 大若子神 （瓊々杵尊） | 大若子神 （瓊々杵尊） |                           |  |  |  |  |  | 酒解子神 （木花咲耶姫） | 酒解子神 （木花咲耶姫） | 酒解子神 （木花咲耶姫） | 酒解子神 （木花咲耶姫） | 酒解子神 （木花咲耶姫） | 酒解子神 （木花咲耶姫） |
|                       |                       |                       |                       |                       |                       | 小若子神 （彦火々出見尊） |  |  |  |  |  |                         |                         |                         |                         |                         |                         |

|             |             |             |             |             |             |             |  |  |  |  |  | 橘清友                |                       |                       |                       |                       |                       |  |  |
|             |             |             |             |             |             |             |  |  |  |  |  |                       |                       |                       |                       |                       |                       |  |  |
| 52 嵯峨天皇 | 52 嵯峨天皇 | 52 嵯峨天皇 | 52 嵯峨天皇 | 52 嵯峨天皇 | 52 嵯峨天皇 |             |  |  |  |  |  | 橘嘉智子 （檀林皇后） | 橘嘉智子 （檀林皇后） | 橘嘉智子 （檀林皇后） | 橘嘉智子 （檀林皇后） | 橘嘉智子 （檀林皇后） | 橘嘉智子 （檀林皇后） |  |  |
| 52 嵯峨天皇 | 52 嵯峨天皇 | 52 嵯峨天皇 | 52 嵯峨天皇 | 52 嵯峨天皇 | 52 嵯峨天皇 |             |  |  |  |  |  | 橘嘉智子 （檀林皇后） | 橘嘉智子 （檀林皇后） | 橘嘉智子 （檀林皇后） | 橘嘉智子 （檀林皇后） | 橘嘉智子 （檀林皇后） | 橘嘉智子 （檀林皇后） |  |  |
|             |             |             |             |             |             | 54 仁明天皇 |  |  |  |  |  |                       |                       |                       |                       |                       |                       |  |  |

### 祭神について

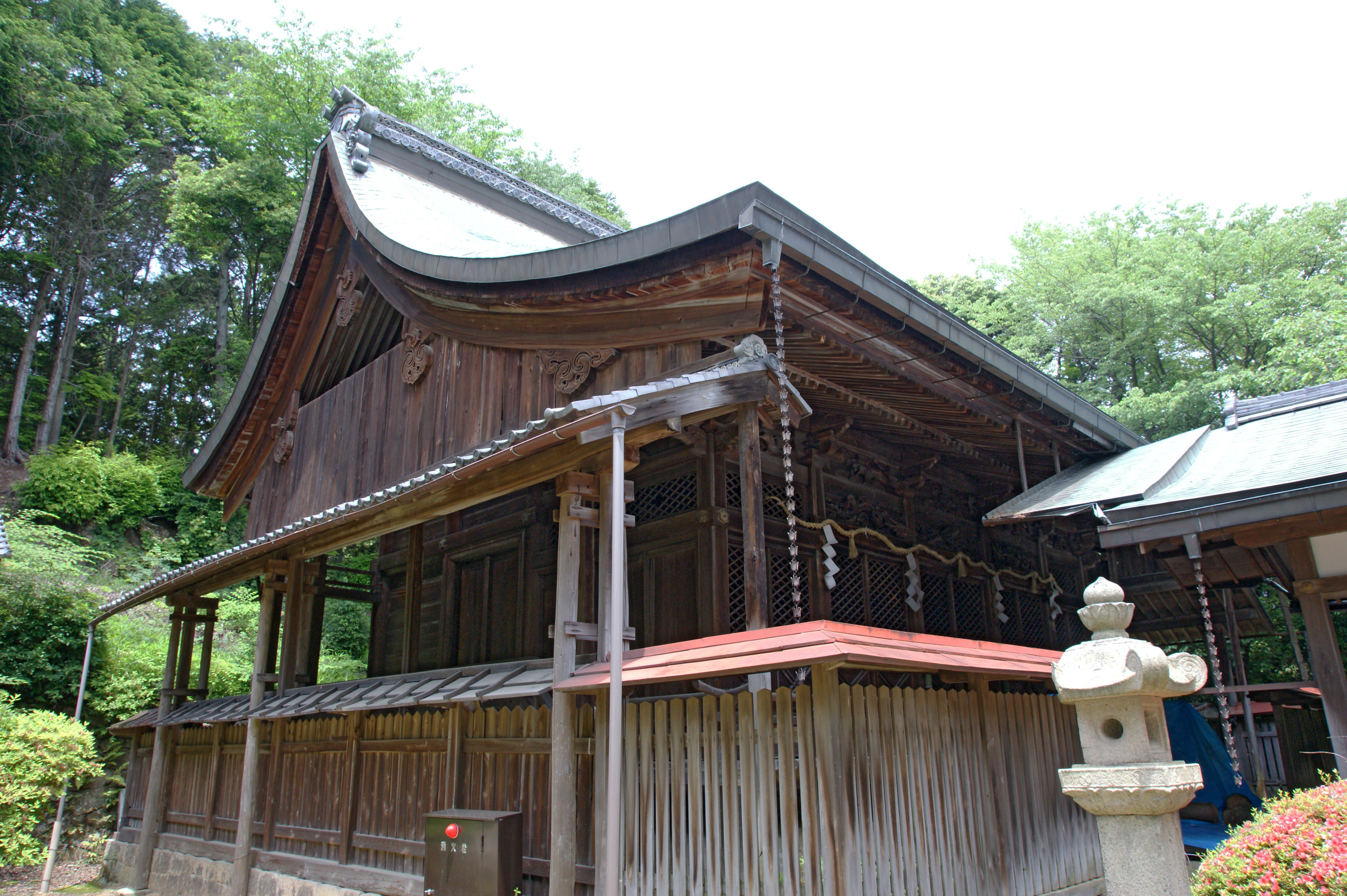
自玉手祭来酒解神社
（乙訓郡大山崎町）梅宮大社と同様に「酒解神」を祀る神社であり、関連が指摘される。

梅宮大社で本殿に祀られる酒解神を始め4柱は、いずれも梅宮大社特有の神である。神名の初見は酒解神・大若子神・小若子神は承和3年（836年）、酒解子神は承和10年（843年）になる。特に主神である酒解神については、「サカトケ」の字義を「辟解」として悪霊を祓う神とする説、「堺解」として境界に居て悪霊を鎮める神とする説が挙げられるが不詳。また神格としては、橘氏が奉斎したことから橘氏の祖神とする説のほか、大山祇神にあてる説があるが、こちらも明らかではない。後者の説として、『大和豊秋津島卜定記』では酒解神・酒解子神・大若子神・小若子神をそれぞれ大山祇神・木花咲耶姫命・瓊々杵尊・彦火火出見尊にあてており、現在の梅宮大社ではこの説を採用している。
なお『延喜式』神名帳では、山城国乙訓郡に「自玉手祭来酒解神社 名神大 元名山埼社」として「酒解神」を祀る式内社の記載がある。この酒解神社は、現在乙訓郡大山崎町の酒解神社に比定される（北緯34度54分6.06秒 東経135度40分43.29秒 / 北緯34.9016833度 東経135.6786917度）。その社名は、神名帳の記載によると元々あった「山埼社」に「玉手」から酒解神が勧請されたことを意味するが、「玉手」の場所やこの神社と橘氏（ないし梅宮社）との関係は明らかでない。

## 歴史

### 創建

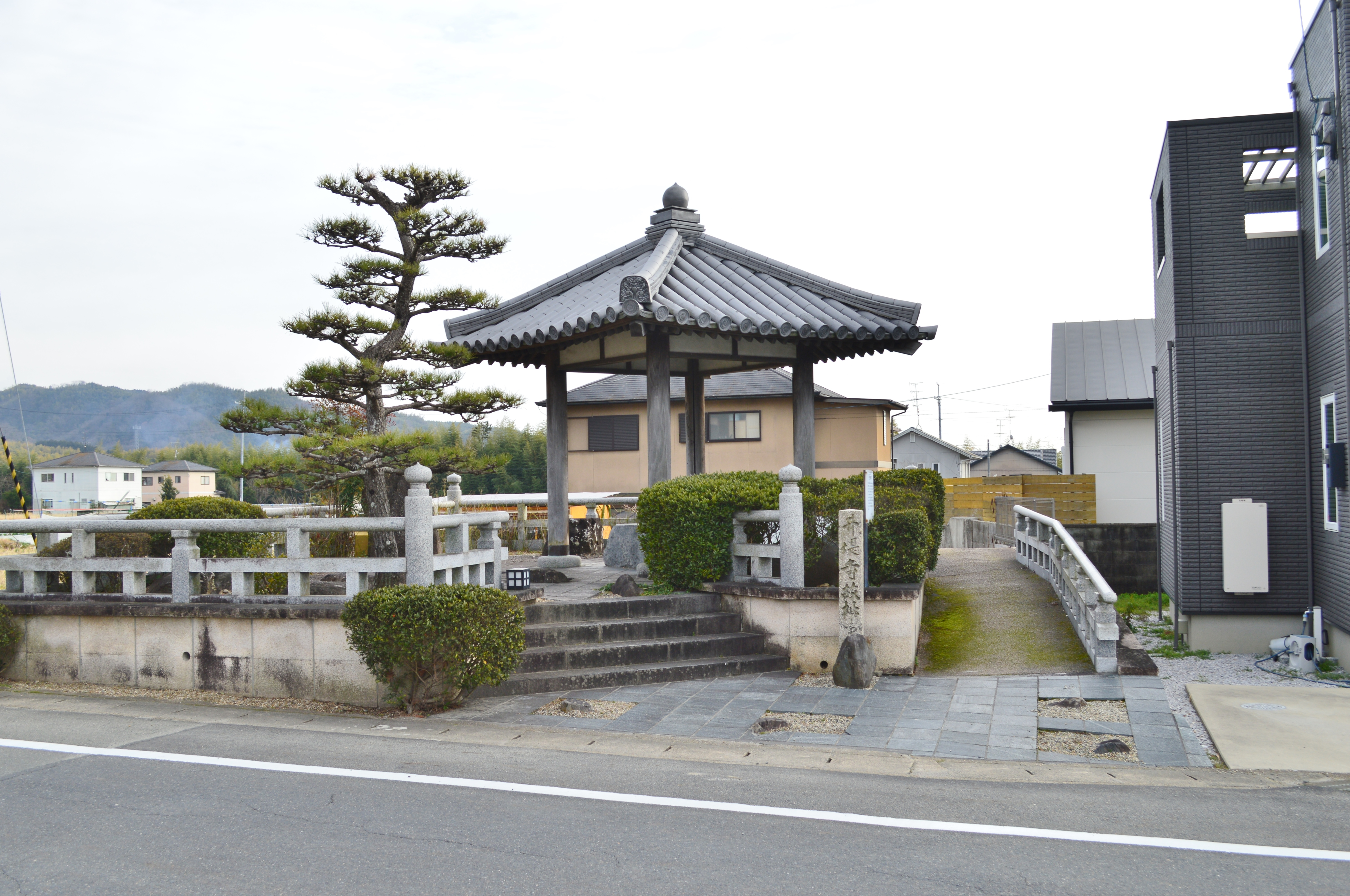
井手寺跡（井手町井手）

梅宮大社の創建は旧記等が散逸しているため詳細には明らかでないが、神社側では由緒を次のように伝える。まず奈良時代に県犬養三千代（橘三千代、橘諸兄母）によって山城国相楽郡井手庄（現・京都府綴喜郡井手町付近）に祀られたのが創祀であるとし、その子の橘諸兄によって氏神として祀られたという。さらに天平宝字年間（757年 - 765年）に三千代の子の光明皇后と牟漏女王（藤原房前夫人）によって奈良に移されたのち、木津川上流の桛山（かせやま）を経て、平安時代始めに檀林皇后（橘嘉智子）によって現在地に遷祀されたという。
一方、平安時代末期の『伊呂波字類抄』でも梅宮社創祀に関する記述が見える。同抄では、檀林皇后がその氏神を円堤寺（えんていじ、井堤寺）に祀ったことに由来するとする（現在は廃寺、綴喜郡井手町井手の井手寺跡か、北緯34度48分2.19秒 東経135度48分45.99秒 / 北緯34.8006083度 東経135.8127750度）。この文では付記として、この神が元々は県犬養三千代によって祀られ、次いで子の光明皇后と牟漏女王によって「洛隅内頭」（京域の隅の内のほとり）に、その後「相楽郡堤山」の地に遷祭されたとする。そして平安時代に入って仁明天皇の時、井手寺に祀られていた神が天皇外家神（外戚神）ながら大幣に預からなかったことに怒りを示したため、皇后自らによって「葛野川頭」に遷祀されたという（葛野川<現・桂川>のほとり：現在地）。
なお、国史でも『日本三代実録』元慶3年条において、やはり梅宮社が檀林皇后由来である旨が記されている。以後の梅宮大社は橘氏から氏社として崇敬されたほか、県犬養三千代が藤原不比等夫人でもあった関係から藤原氏からも崇敬されたという。

### 概史
国史では、承和3年（836年）に「山城国葛野郡梅宮社」の祭神である酒解神・大若子神・小若子神の3神に神階叙位の記事が見え、遅れて承和10年（843年）に酒解子神の神階叙位が確認される。その後これら4神の神階は重ねて昇叙され、貞観17年（875年）に従三位、延喜11年（911年）には正三位に昇った。
延長5年（927年）成立の『延喜式』神名帳では山城国葛野郡に「梅宮坐神四社 並名神大 月次新嘗」として、名神大社に列するとともに月次祭・新嘗祭で幣帛に預かった旨が記載されている。『二十二社註式』によれば、平安時代中期には名社として二十二社の1つに列しており、治承4年（1180年）には正一位が授けられたという。また、平安時代には年2回の梅宮祭が勅祭として行われたことが知られる。
永万元年（1165年）の「神祇官諸社年貢注文」では松尾社・稲荷社など山城国の5社のうちに梅宮社が含まれており、藁200束・薪200束を梅宮社から神祇官に調進する規定であった。
以後は橘氏衰退に伴い社勢も衰えたが、中世も祭祀は続いていた。しかしながら、文明6年（1474年）には戦乱に巻き込まれ社殿を焼失している。近世には朱印地として59石余が与えられている。
境内の主要社殿は、元禄11年（1698年）の火災による焼失のため、江戸幕府第5代将軍徳川綱吉の命で亀山城主が奉行となり、元禄13年（1700年）に再建されたものであるという。
その後、台風による大破のため拝殿は文政11年（1828年）、随身門は文政13年（1830年）に再建されている。
明治維新後、1871年（明治4年）に「梅宮神社」として近代社格制度において官幣中社に列した。戦後は1951年（昭和26年）に社名を現在の「梅宮大社」と改称し、また、単立の神社として現在に至っている。

### 神階
| 年     | 酒解神             | 大若子神           | 小若子神           | 酒解子神           |
| ------ | ------------------ | ------------------ | ------------------ | ------------------ |
| 836年  | 無位 →従五位上     | 無位 →従五位下     | 無位 →従五位下     |                    |
| 843年  | 正五位下 →従四位下 | 従五位下 →従四位下 | 従五位下 →従四位下 | 従五位下 →従四位下 |
| 859年  | 正四位下 →正四位上 | 正四位下 →正四位上 | 正四位下 →正四位上 | 正四位下 →正四位上 |
| 875年  | 正四位上 →従三位   | 正四位上 →従三位   | 正四位上 →従三位   | 正四位上 →従三位   |
| 911年  | 正三位             | 正三位             | 正三位             | 正三位             |
| 1180年 | 正一位             | 正一位             | 正一位             | 正一位             |

- 六国史時代における神階奉叙の記録[10]
  - 酒解神
    - 承和3年（836年）11月7日、無位から従五位上 （『続日本後紀』）[原 1]
    - 承和10年（843年）4月1日、正五位下から従四位下 （『続日本後紀』）[原 6]
    - 貞観元年（859年）1月27日、正四位下から正四位上 （『日本三代実録』）[原 7]
    - 貞観17年（875年）5月14日、正四位上から従三位 （『日本三代実録』）[原 4]

  - 大若子神・小若子神
    - 承和3年（836年）11月7日、無位から従五位下 （『続日本後紀』）[原 1]
    - 承和10年（843年）4月1日、従五位下から従四位下 （『続日本後紀』）[原 6]
    - 貞観元年（859年）1月27日、正四位下から正四位上 （『日本三代実録』）[原 7]
    - 貞観17年（875年）5月14日、正四位上から従三位 （『日本三代実録』）[原 4]

  - 酒解子神
    - 承和10年（843年）5月23日、従五位下から従四位下 （『続日本後紀』）[原 2]
    - 承和10年（843年）10月17日、従四位下。名神に預かる （『続日本後紀』）[原 8]
    - 貞観元年（859年）1月27日、正四位下から正四位上 （『日本三代実録』）[原 7]
    - 貞観17年（875年）5月14日、正四位上から従三位 （『日本三代実録』）[原 4]
- 六国史以後[2]
  - 延喜11年（911年）2月2日、正三位 （『日本紀略』）[原 5] - 表記は「梅宮神」。
  - 治承4年（1180年）12月、正一位 （『二十二社註式』）

## 境内
[[File:Umenomiya-taisha honden.JPG|thumb|250px|right|{{center|本殿（奥、京都府指定有形文化財）と
幣殿（手前の唐破風造の建物、京都府指定有形文化財）]]

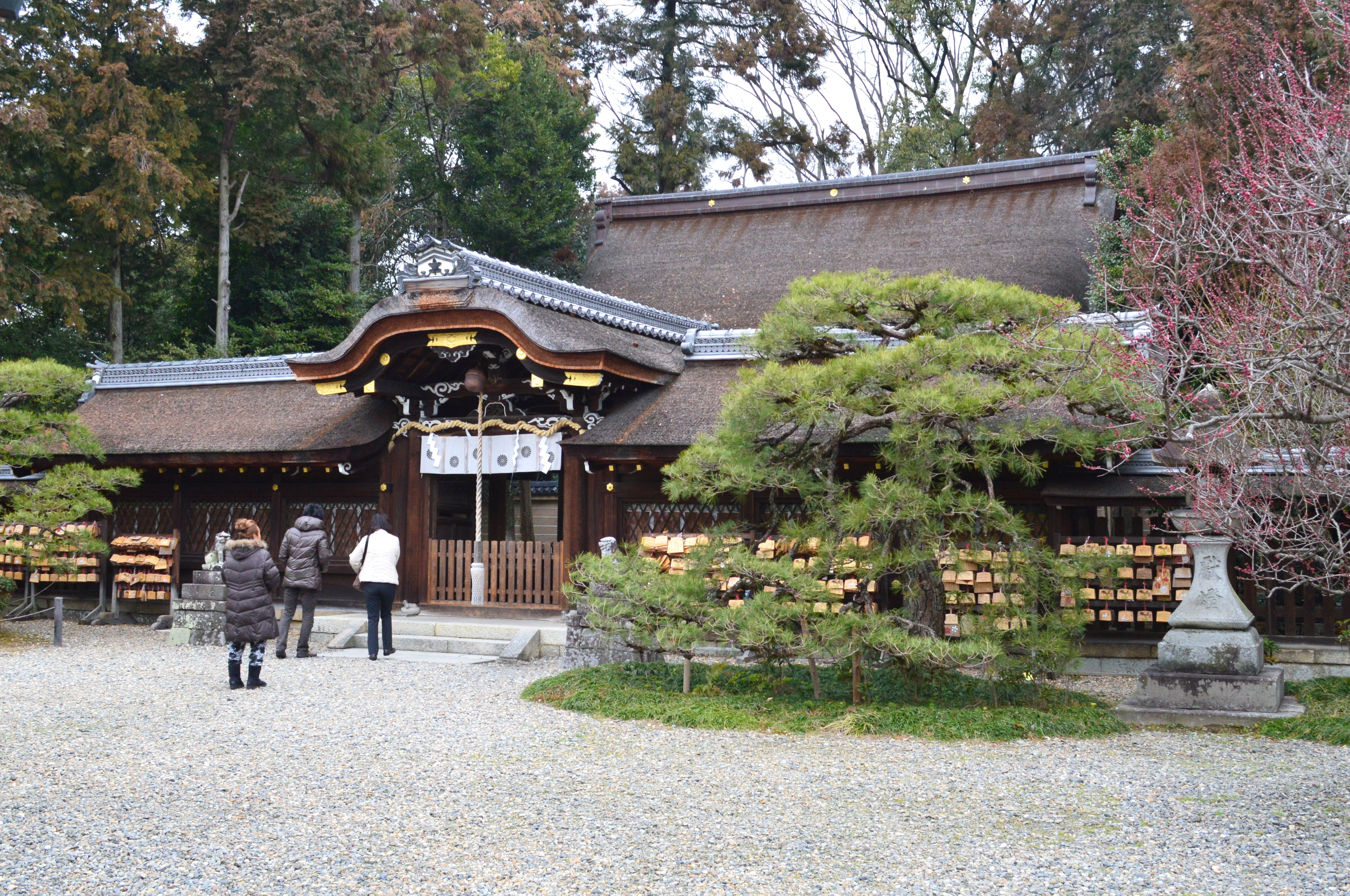
center|本殿（奥、京都府指定有形文化財）と
幣殿（手前の唐破風造の建物、京都府指定有形文化財）

- 本殿（京都府指定有形文化財） - 徳川綱吉の命で亀山城主が奉行となり元禄13年（1700年）に再建。三間社流造で、屋根は檜皮葺[11][1][12]。
- またげ石 - 本殿の東側に「またげ石」と称される2個の丸石があるが、これを跨げば子が授かるとして信仰されている[6]。
- 影向石（ようごうせき） - 本殿の西側には「影向石」と称される3個の石があるが、これらは熊野から飛来したカラス3羽が石と化したものと伝える[9]。
- 幣殿（京都府指定有形文化財）
- 拝殿（京都府指定有形文化財） - 文政11年（1828年）再建。桁行三間・梁行三間の入母屋造で、妻入、屋根は銅板葺。
- 神饌所 - 1905年（明治38年）再建。
- 参集殿 - 1934年（昭和9年）再建。
- 社務所 - 1916年（大正5年）再建。
- 酒殿
- 東門 - 一修家の寄進により文政7年（1824年）再建。
- 神苑 - 四季折々の植物が植えられている。
  - 東神苑
    - 咲耶池
    - 茶室「池中亭」 - 嘉永4年（1851年）築。
    - 土俵

  - 北神苑
    - 勾玉池

  - 西神苑
- 楼門（京都府指定有形文化財） - 文政13年（1830年）再建。三間一戸の楼門で入母屋造、屋根は本瓦葺。随身門内の左右には随身として豊磐間戸命・奇磐間戸命の2神の神像が安置されている。

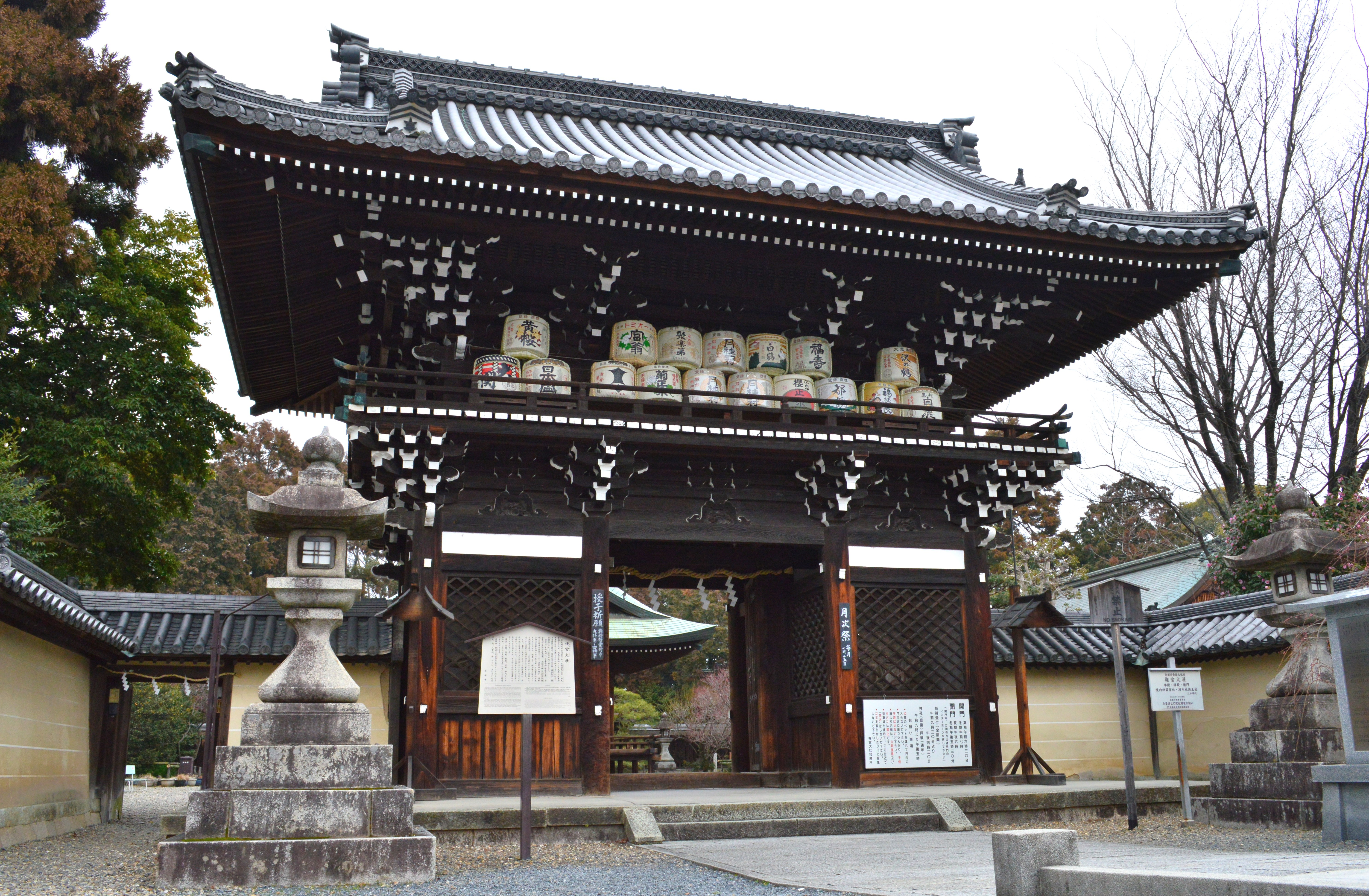
楼門（京都府指定有形文化財）
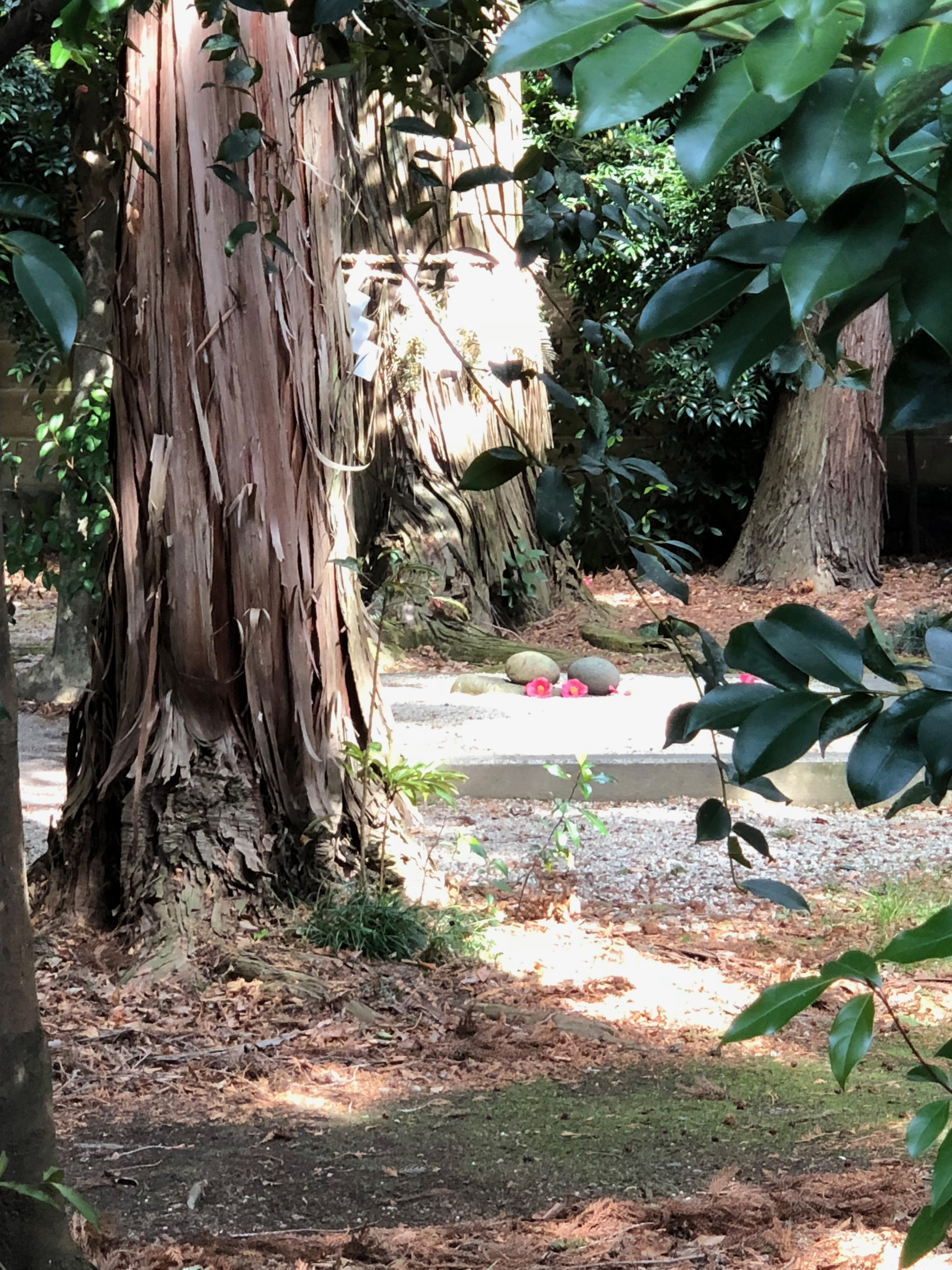
またげ石
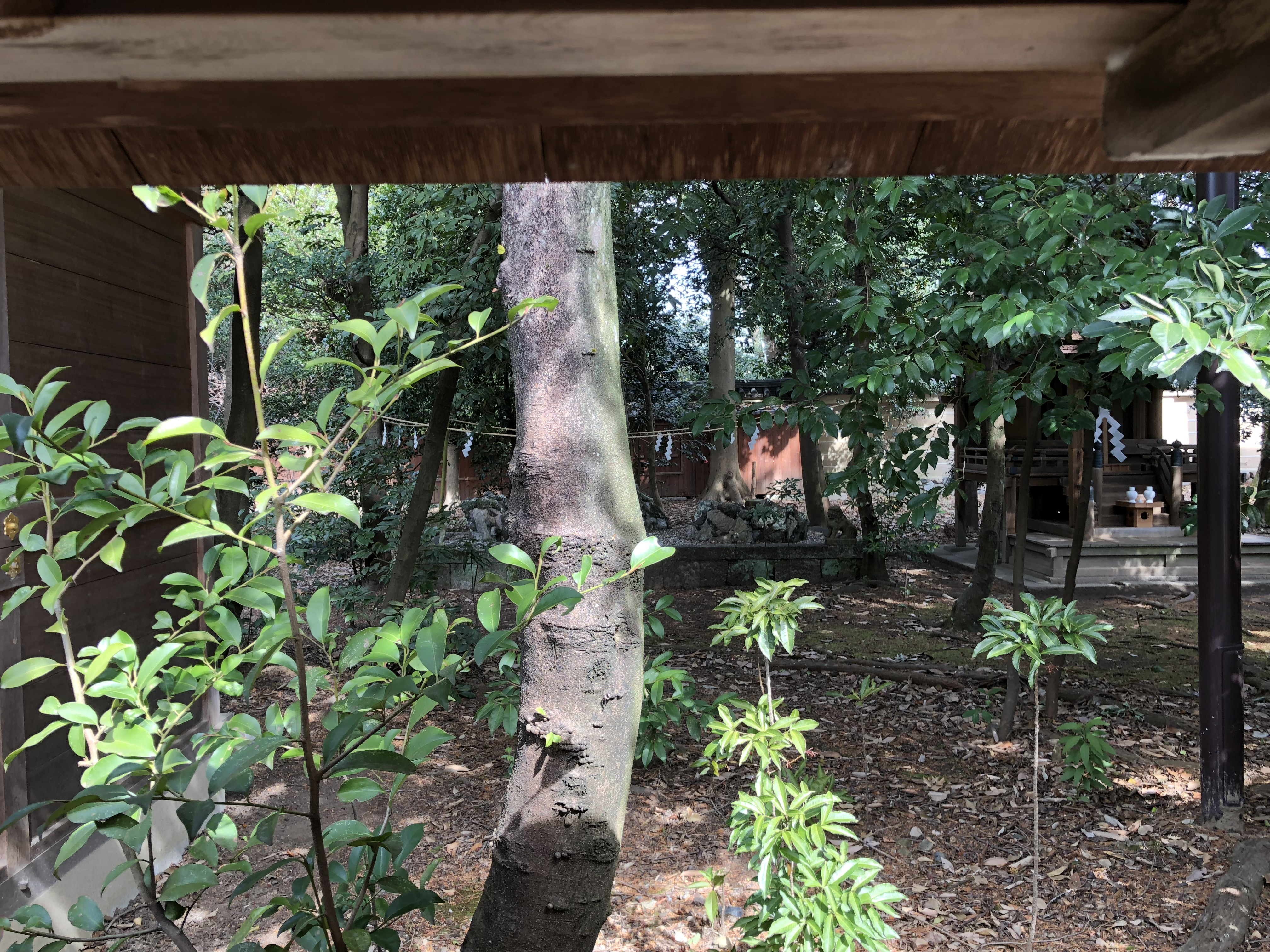
影向石
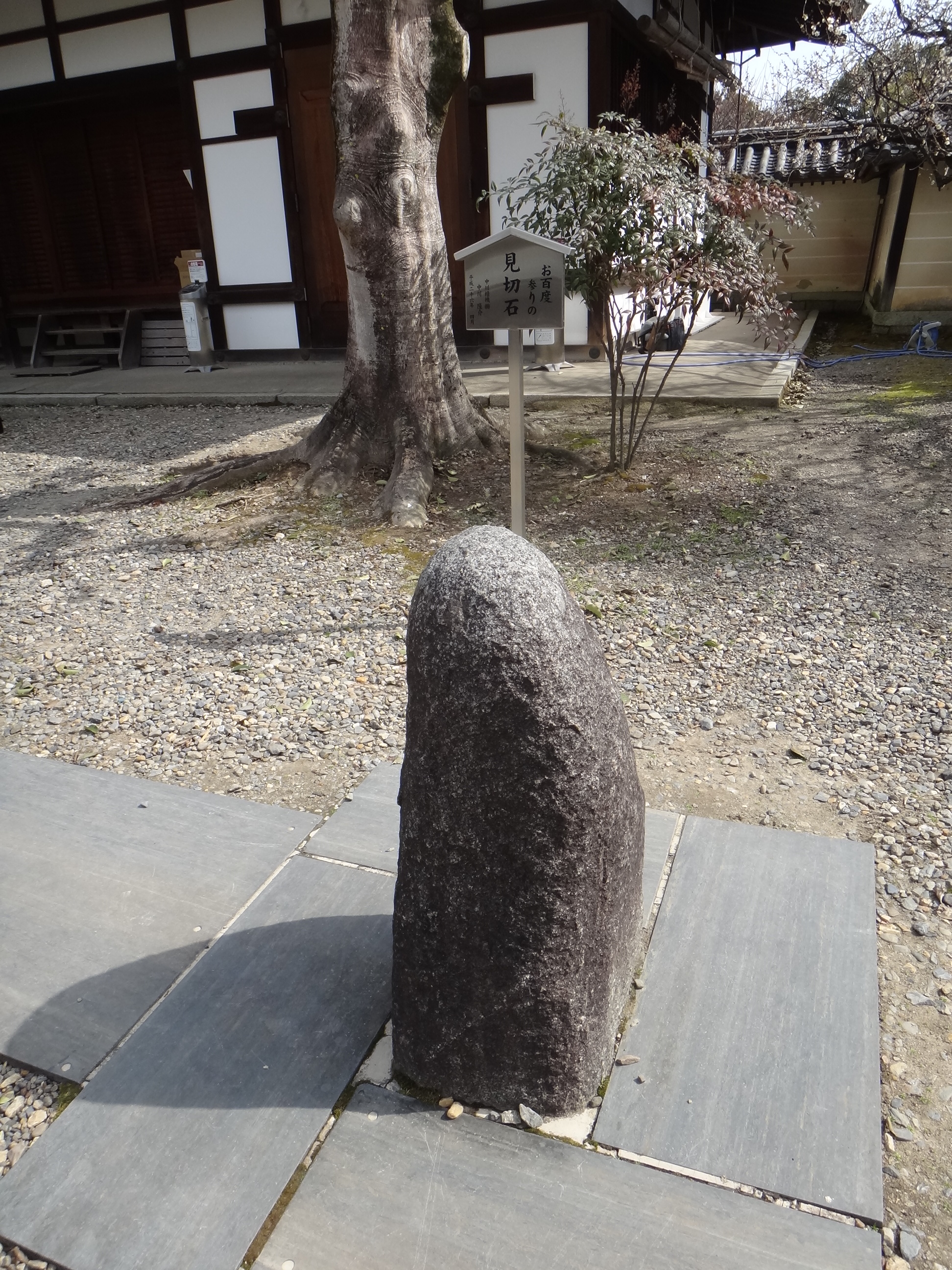
見切石
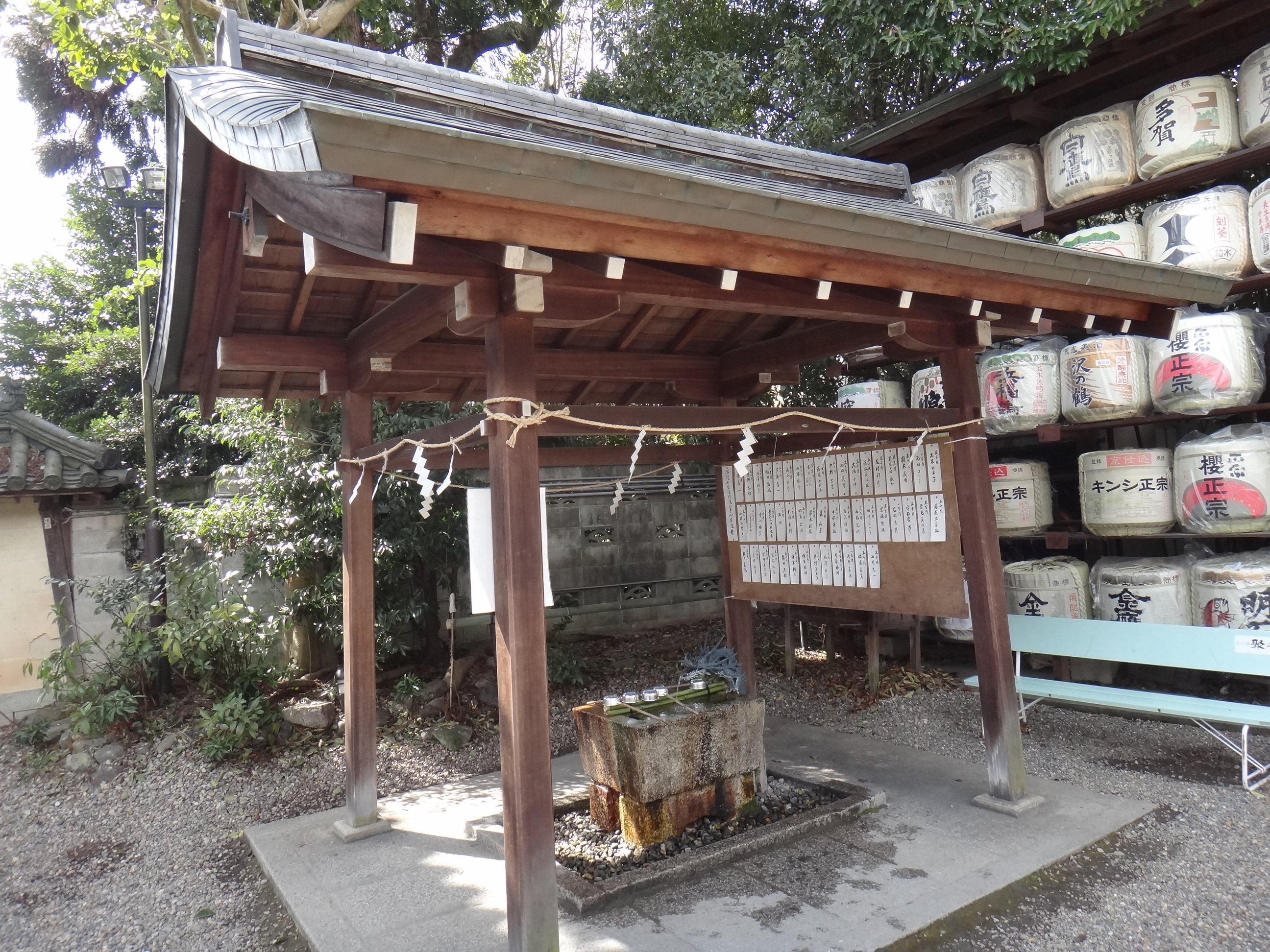
手水舎
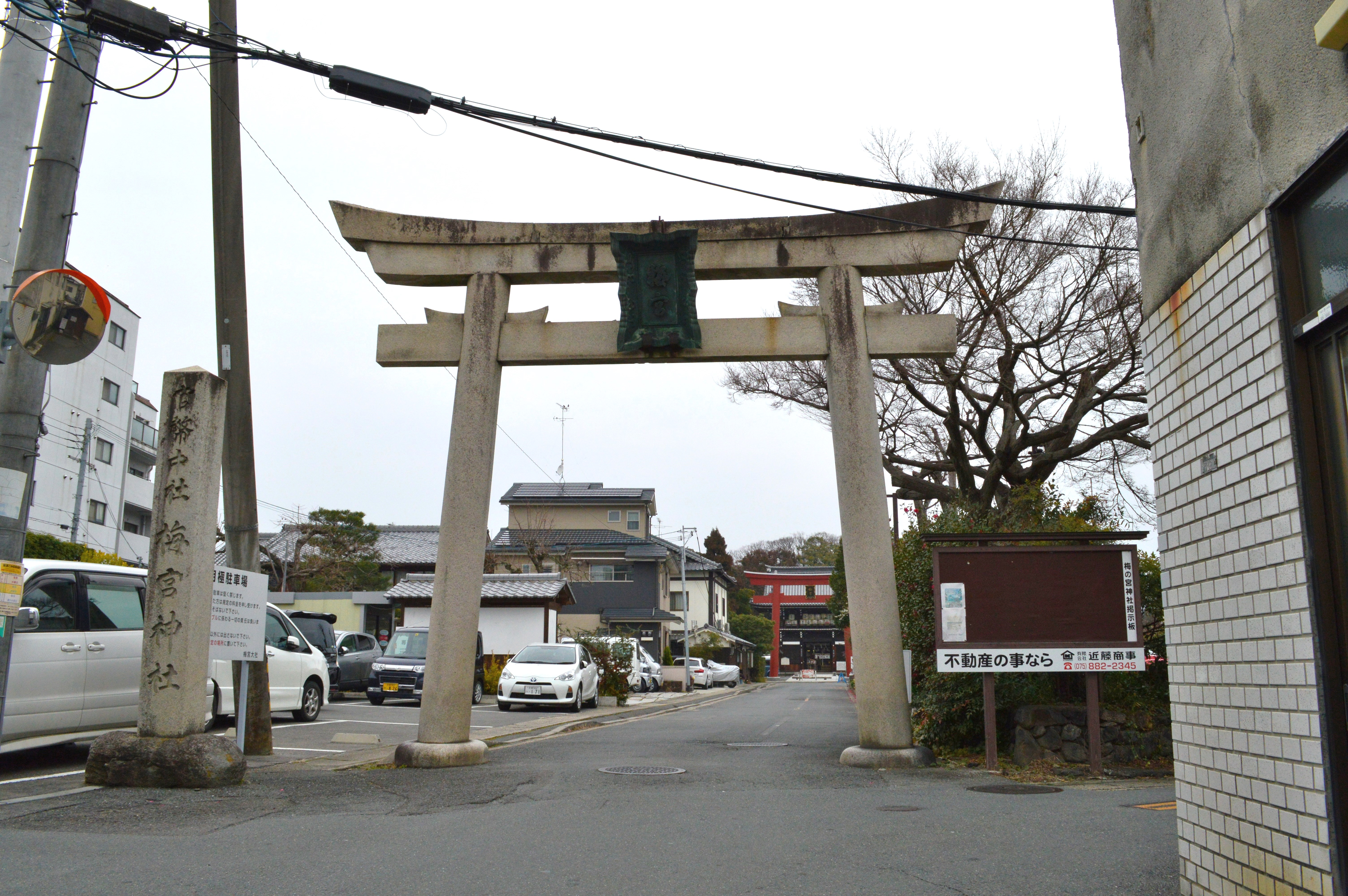
一の鳥居

## 摂末社

### 摂社
- 若宮社（京都府指定有形文化財） - 徳川綱吉の命で亀山城主が奉行となり元禄13年（1700年）に再建。
  - 祭神：橘諸兄公
  - 例祭：1月6日（橘諸兄薨去日）

本殿向かって右側に鎮座。祭神の橘諸兄（葛城王）は橘氏の祖[1]。社殿は一間社流造で、屋根は檜皮葺[13]。
- 護王社（京都府指定有形文化財） - 徳川綱吉の命で亀山城主が奉行となり元禄13年（1700年）に再建。
  - 祭神：橘氏公公、橘逸勢公
  - 例祭：12月19日（橘氏公薨去日）

本殿向かって左側に鎮座。祭神の橘氏公は橘氏の大学別曹である学館院の創建者[1]。また、橘逸勢は嵯峨天皇の側近で三筆の一人[1]。社殿は一間社春日造で、屋根は檜皮葺[14]。

### 末社
- 稲荷社 - 1983年（昭和58年）に境外から遷座[1]。
- 西梅津神明社 - 祭神：天照大神、豊受大神[15]。2012年（平成24年）に旧西梅津村の神明社を移築して鎮座[1]。

そのほか、2007年（平成19年）に境外末社8社（幸神社、天皇社、愛宕社、薬師社、住吉社、厳島社、春日社、天満宮）を合祀した末社社殿が瑞垣の中に鎮座する。

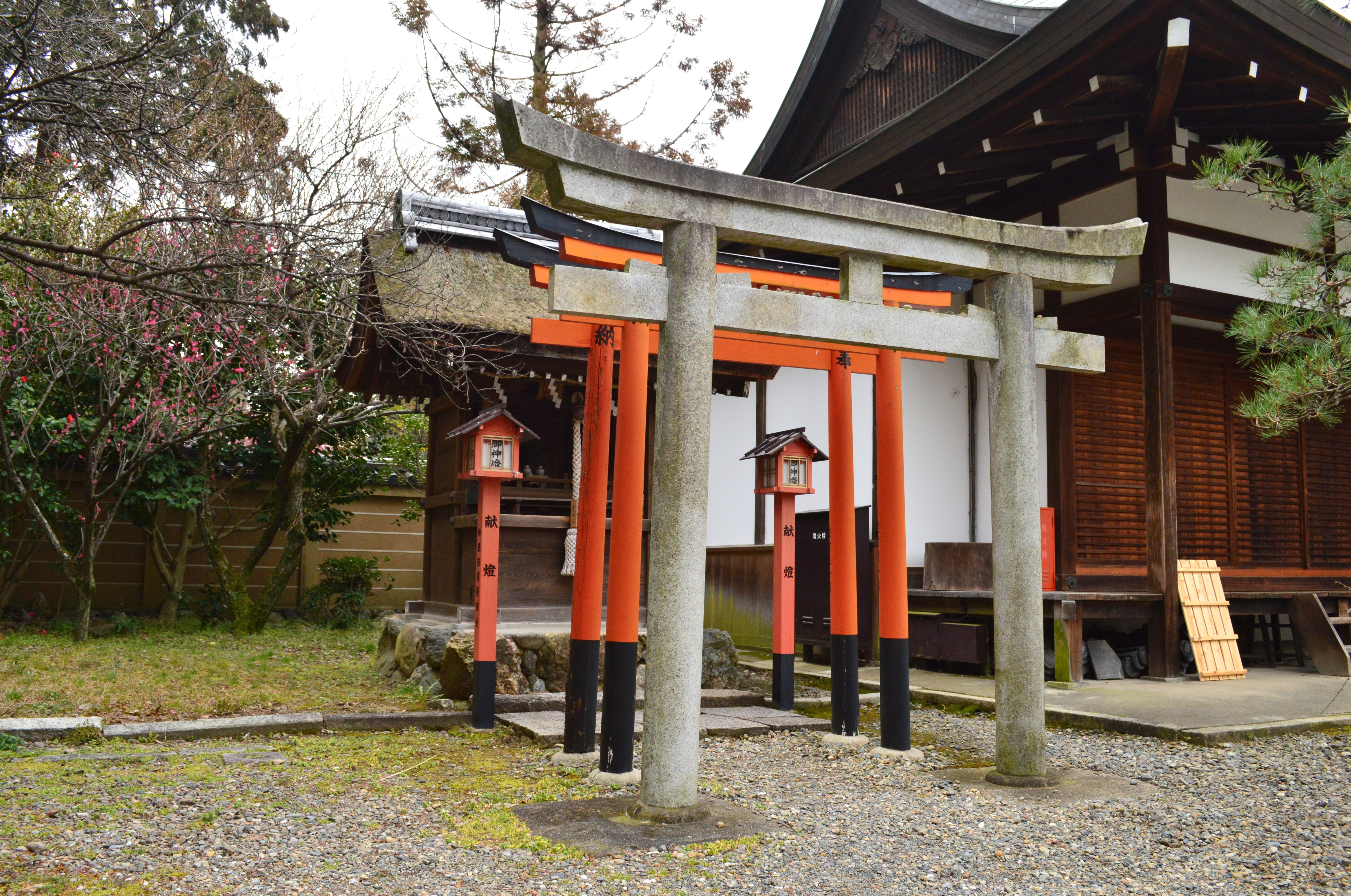
稲荷社
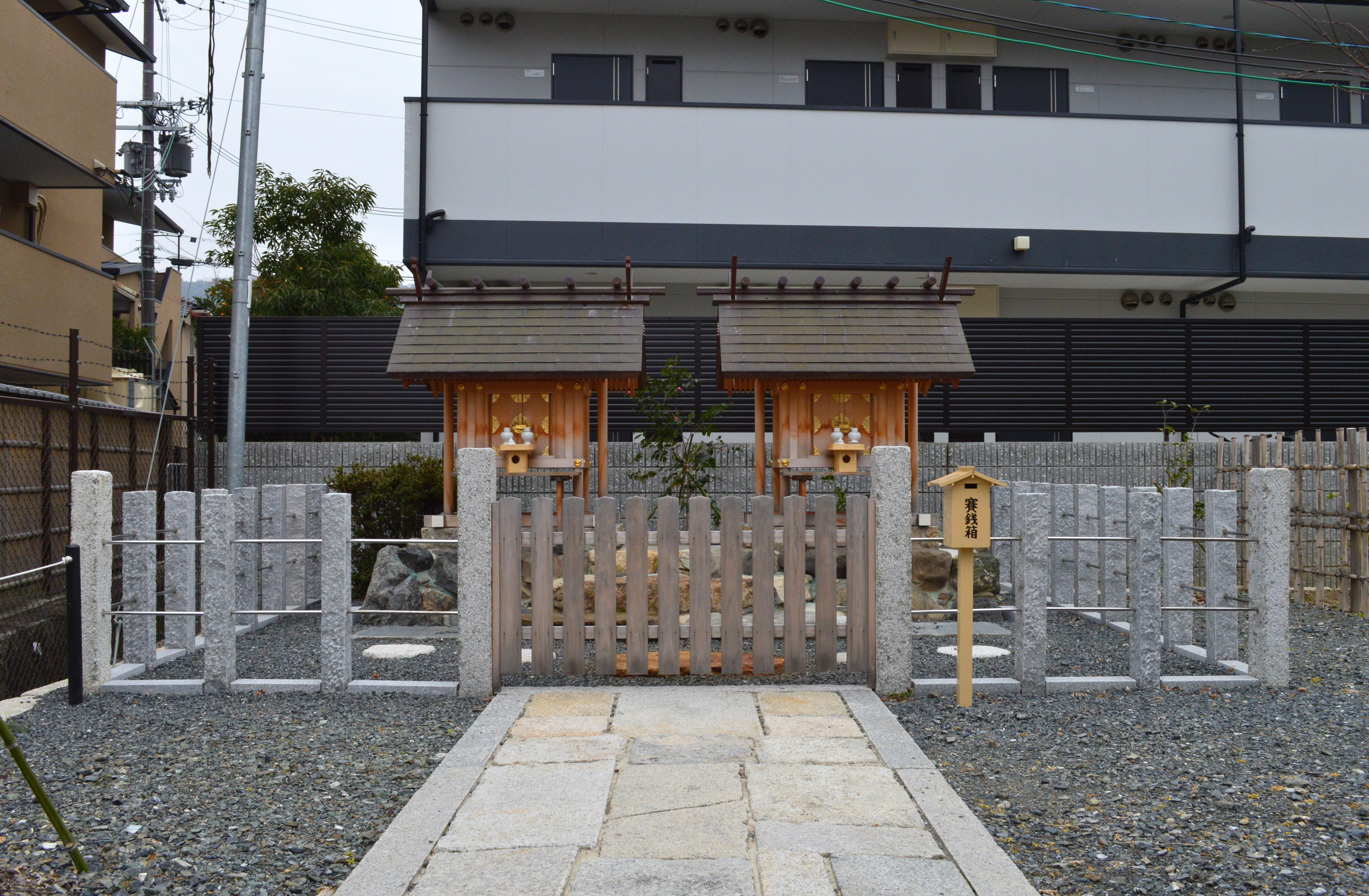
神明社

## 祭事

### 梅宮祭
梅宮大社の例祭は、古来「梅宮祭（うめのみやのまつり）」として知られる。祭は古くは1年に2度、4月と11月の上の酉日に行われたという。その起源について『伊呂波字類抄』では、橘嘉智子が祭神を現在地に遷座して祭を行なったことに始まると記している。また『日本三代実録』では、梅宮祭は承和（834年-847年）・仁寿（851年-854年）頃から行われたといい、『公事根源』でも承和頃から始まるとしている。
史料によると梅宮祭は廃止・復活を度々繰り返しており、元慶3年（879年）4月に一度廃止、元慶8年（884年）11月に復活、寛平年間（889年-898年）に再び廃止、寛和2年（986年）11月に再び復活するという変遷を経ている。以後は平安時代後期の日記類に見えることから、安定して執り行われたと見られる。この祭の様子は『江家次第』に詳述されており、神児舞・倭舞などが催される雅楽祭で盛観を極めるものであったという。
梅宮社は橘氏の氏社であったことから、この梅宮祭の祭日には橘氏が奉幣使を務めていた。ただし橘氏の衰退もあって藤原氏による代行も度々行われている。その後、平安時代中後期からは衰退に向かったが、中世・近世にも断続して続けられていた。明治以降は例祭は4月3日の年1回に変わったが、現在では5月3日に移り神幸祭が行われる。

## 文化財

### 京都府指定有形文化財
- 梅宮大社 9棟（建造物）
1983年（昭和58年）4月15日、本殿・拝殿・境内社若宮社・境内社護王社・楼門の5棟が京都府登録有形文化財に登録[17]。
2025年（令和7年）3月25日、本殿・摂社若宮社本殿・摂社護王社本殿・幣殿・東廻廊・西廻廊・拝殿・楼門・東門の9棟が京都府指定有形文化財に指定[18]。
  - 本殿
  - 摂社若宮社本殿
  - 摂社護王社本殿
  - 幣殿
  - 東廻廊
  - 西廻廊
  - 拝殿
  - 楼門
  - 東門

## 現地情報
所在地
- 京都府京都市右京区梅津フケノ川町30

交通アクセス
- 鉄道
  - 阪急嵐山線 松尾大社駅 （徒歩約10分）
- バス
  - 京都市営バス（3、28、29、67、71、特71号系統）で「梅宮大社前」バス停下車 （下車後徒歩3分）

## 猫
境内には多くの猫がいる。神社で飼っている猫であり、境内にはむやみに餌を与えないよう表示がある。また、社務所横には多くの猫用の寝床が作られている。

また、授与所では当該猫のブロマイドも希望者に対して有償にて頒布されている。
2017年には、NHKBSのテレビ番組「岩合光昭の世界ネコ歩き」（「京都の四季」「神社のツキ」編）において紹介された。